# Nek' bude ljubav
Nek' bude ljubav četrnaesti je studijski album pop rock-sastava Crvena jabuka. Diskografska kuća Croatia Records objavila ga je u lipnju 2013.

## Popis pjesama
| 1.    | »Imam neke fore«                 | Asmir Spahić              | Spahić              | 4:03 |
| 2.    | »Milo moje«                      | Vanja Radovanović         | Radovanović         | 3:55 |
| 3.    | »Za njene oči«                   | Božo Bulatović            | Bulatović           | 3:08 |
| 4.    | »Rođendan«                       | Antonija Šola             | Branimir Mihaljević | 4:01 |
| 5.    | »Sarajlija«                      | Fayo, Ivan Selak          | Selak               | 3:53 |
| 6.    | »Zlato moje, dobar dan«          | Šola                      | Mihaljević          | 4:00 |
| 7.    | »Često pitam za tebe«            | Darko Vuković             | Vuković             | 3:01 |
| 8.    | »Crveni poljupci«                | Zlatan Fazlić             | Fazlić              | 3:05 |
| 9.    | »Hoćeš-nećeš«                    | Dušan Bačić               | Bačić               | 4:10 |
| 10.   | »Prijatelji moji«                | Darko Šutić               | Šutić               | 3:53 |
| 11.   | »Noćas lipe opet mirišu na tebe« | Vuković, Karlo Martinović | Vuković             | 3:49 |
| 12.   | »Bombona«                        | Igor Ivanović             | Ivanović            | 3:15 |
| 13.   | »Vjerujem«                       | Vuković, Martinović       | Vuković             | 4:36 |
| 14.   | »Sa tobom znam«                  | Damir Arslanagić          | Arslanagić          | 4:47 |
| 15.   | »Godinama« (uživo)               | Spahić                    | Spahić              | 4:37 |
| 16.   | »Ovo je kraj«                    | Milan Đurđević            | Đurđević            | 3:47 |
| 62:00 |                                  |                           |                     |      |

## Zasluge
- Dražen Žerić – vokal, producent, izvršni producent
- Crvena jabuka – izvedba

Dodatni glazbenici
- Kemal Monteno – vokal (na pjesmi „Crveni poljupci”)
- Karlo Martinović – vokal (na pjesmi „Vjerujem”); produkcija (7., 11. i 13. pjesme)
- Halid Bešlić – vokal (na pjesmi „Godinama”)
- Neverne bebe – vokali i izvedba (na pjesmi „Ovo je kraj”)
- Branimir Mihaljević – klavijatura, produkcija, snimanje (1., 2., 3., 4., 5., 6., 8., 9. i 10. pjesme); miksanje (svih pjesama osim 7., 11., 13. i 16.)
- Ante Gelo – gitara (na 1., 2., 3., 4., 5., 6., 8., 9. i 10. pjesmi)
- Neven Šverko – violončelo (na pjesmi „Hoćeš-nećeš”)
- Matej Mihaljević – violina (na pjesmi „Prijatelji moji”)
- Neda Parmać – prateći vokal (na 1., 2., 3., 4., 5., 6., 8., 9. i 10. pjesmi)
- Sanja Parmać – prateći vokal (na 1., 2., 3., 4., 5., 6., 8., 9. i 10. pjesmi)

Ostalo osoblje
- Darko Vuković – produkcija (7., 11. i 13. pjesme)
- Neno Jeleč – miksanje (7., 11. i 13. pjesme)
- Amir Bjelanović – produkcija (12. i 14. pjesme)
- Damir Arslanagić – produkcija (12. i 14. pjesme)
- Milan Đurđević – produkcija (pjesme „Ovo je kraj”)
- Mischa van der Heiden – mastering
- Davor Papić – likovno oblikovanje